# Martin Hobza
Martin Hobza (* 1. března 1970 Třebíč) je český římskokatolický kněz, provinciál české salesiánské provincie.
V roce 1988 vstoupil do kněžského semináře v Litoměřicích, kde poznal salesiány. V roce 1991 vstoupil do noviciátu v Hodoňovicích, který po roce zakončil svými prvními sliby. V devadesátých letech působil v oratoři v Římě ve farnosti Santa Maria della Speranza, kde také složil své věčné sliby. Na papežské salesiánské univerzitě v Římě (UPS) vystudoval salesiánskou spiritualitu. Knězem se stal ve svých 28 letech, 27. června 1998, kněžské svěcení přijal z rukou brněnského biskupa Vojtěcha Cikrleho.
Po návratu z Itálie působil jako ředitel střediska v Brně-Žabovřeskách (od října 1999 do srpna 2007) a později v Českých Budějovicích měl na starost salesiánské studenty. V Praze-Kobylisích byl nejprve ředitelem komunity, od roku 2016 jako farář.
Dne 10. ledna 2020 ho hlavní představený Ángel Fernández Artime se svou radou a na základě průzkumu mezi českými salesiány jmenoval provinciálem pro období 2020–2026. 
Je prvním salesiánským provinciálem, který prošel formací po roce 1989. Jeho přáním při nástupu do této služby je, aby se do noviciátu přihlásilo deset schopných mladých mužů, kteří chtějí být salesiány.
V roce 2018 se stal majitelem putovního Zlatého pera, trofeje pro nejlepšího textaře roku. Ocenění tuzemského Creative Copywriters Clubu se stal za text billboardu s fiktivní velikonoční citací Ježíše: „Konečná stanice se mění za přestupní. Změna platí od Velikonoc a je trvalá.“ Ježíš Nazaretský (bližší informace dostanete v kterémkoli kostele).